# Jean-Paul Dollé
Pour les articles homonymes, voir Dollé (homonymie).
Jean-Paul Dollé (né à Créteil, le 4 novembre 1939 et mort le 1er février 2011 dans le 18ème arrondissement de Paris) est un philosophe et écrivain français. De tendance marxiste-léniniste et de tradition leibnizienne et nietzschéenne, il a travaillé notamment sur le temps et l'espace.

## Biographie
Dans le contexte de la guerre d'Algérie, Jean-Paul Jacques Jules Dollé prend sa carte à l'Union des étudiants communistes (UEC).
De 1965 à 1968, il est membre du comité de rédaction des Temps modernes et prend part en 1966 à la création du groupe maoïste Union des jeunesses communistes marxistes-léninistes (UJCML). En 1968-1969, il collabore au journal Action et en 1969-1970 aux Cahiers de mai. Il est parmi les fondateurs de L'Idiot international en 1970.
Ancien du groupe mao-spontex « Vive la révolution », il est proche du noyau fondateur du journal Libération.
En 1972, il publie Désir de Révolution (voir bibliographie).
De 1969 à 1974, il enseigne à l'université Paris VIII Vincennes. Il est cofondateur de l’École d’Architecture UP6 Paris La Villette.
De 1974 à sa disparition, il se recentre sur la philosophie aussi bien dans l’enseignement que dans les travaux publiés.
Il a notamment réalisé des entretiens avec Michel Serres, diffusés en 2002
Jean-Paul Dollé est l'oncle de l'actrice Constance Dollé.

## Œuvre
- Désir de Révolution, Grasset, 1972 ; 1976
- Voie d’accès au plaisir (la métaphysique), coll. « Figures »,  Grasset, 1974
- Le Myope, roman, Grasset, 1975
- Haine de la pensée, Éditions Libres Hallier, 1976, Denoël, 1979  (ISBN 978-2857850151)
- L'Odeur de la France, Grasset, 1977  (ISBN 978-2246005179)
- Danser maintenant, Grasset, 1981,  (ISBN 978-2246230113)
- Vera Sempère, roman, Grasset, 1983,  (ISBN 978-2246264118)
- Monsieur le Président, il faut que je vous dise, Lieu commun, 1983,  (ISBN 978-2867050190)
- Fureurs de ville, Grasset, 1990
- L’Insoumis, Vies et légendes de Pierre Goldman, Grasset, 1997
- L'ordinaire n’existait plus, Léo Scheer, 2001
- Métropolitique, Éditions de la Villette, 2002
- Le Territoire du rien ou la Contre-révolution patrimonialiste, Éditions Lignes et Manifestes, 2005
- Conversations sur la Chine entre un philosophe et un architecte, avec Philippe Jonathan, Éditions de l’aube, 2007
- La Joie des barricades, Éditions Germina, 2009
- L'Inhabitable Capital : crise mondiale et expropriation, Éditions Lignes, 2010